# Mormolyca cleistogama
Mormolyca cleistogama är en orkidéart som först beskrevs av Friedrich Gustav Brieger och Rolf Dieter Illg, och fick sitt nu gällande namn av Mario Alberto Blanco. Mormolyca cleistogama ingår i släktet Mormolyca och familjen orkidéer. Inga underarter finns listade i Catalogue of Life.